# Ostrovské rybníky
Ostrovské rybníky este o arie protejată (sit de importanță comunitară — SCI) din Republica Cehă întinsă pe o suprafață de 121,03 ha, integral pe uscat.

## Localizare
Centrul sitului Ostrovské rybníky este situat la coordonatele 50°17′50″N 12°55′11″E / 50.297222°N 12.919722°E.

## Înființare
Situl Ostrovské rybníky a fost declarat sit de importanță comunitară în aprilie 2005 pentru a proteja 1 specie de animale.

## Biodiversitate
Situată în ecoregiunea continentală, aria protejată conține 1 habitat natural: Ape puternic oligomezotrofe cu vegetație bentonică cu Chara spp..
La baza desemnării sitului se află o specie protejată de  amfibieni: triton cu creastă (Triturus cristatus).